# 竹村保昭
竹村 保昭（たけむら やすあき、1924年11月7日 - 1994年4月6日）は、日本の経営者。代々木ゼミナール副理事長を務めた。北海道出身。代々木ゼミナール創業者・高宮行男の実弟。

## 経歴
1949年に小樽経済専門学校を卒業し、同年にシェル石油に入社。1962年に代々木ゼミナールに転じ、副理事長を務めた。
1994年4月6日膵臓癌のために死去。69歳没。